# Sympycnus setiger
Sympycnus setiger är en tvåvingeart som beskrevs av Becker 1922. Sympycnus setiger ingår i släktet Sympycnus och familjen styltflugor. Inga underarter finns listade i Catalogue of Life.